# 기노카와시
기노카와시(일본어: 紀の川市)는 일본 와카야마현 북부에 있는 시이다.
2005년 11월 7일에 나가군(那賀郡)의 우치타정(打田町), 고카와정(粉河町), 나가정(那賀町), 모모야마정(桃山町), 기시가와정(貴志川町)이 통합하여 인구 7만 명의 시로 탄생했다.
에도 시대에 세계에서 처음으로 전신 마취를 이용한 수술에 성공한 의사 하나오카 세이슈(華岡青洲)의 출신지로 알려져 있다.

## 지리
와카야마현 북부(기호쿠)에 위치하고 서쪽은 이와데시와 와카야마시, 동쪽은 이토군 가쓰라기정, 남쪽은 가이난시 및 가이소군 기미노정과 접한다. 북쪽은 바로 오사카부의 기시와다시, 가이즈카시, 이즈미사노시, 센난시와 접한다.
북쪽으로 이즈미산맥, 남쪽으로 기이 산지가 있고 동서로 시명의 유래이기도 한 1급 하천인 기노강이 관통하고 있다. 남부에서는 기시강이 기노강에 합류하고 평야부는 상기 하천들을 따라 발원하고 있다.

## 역사
- 2005년 11월 7일 - 나가군 우치타정, 고카와정, 나가정, 모모야마정, 기시가와정 등이 모두 합병함에 따라 정식으로 기노카와시가 출범하였다.

## 교통

### 철도
- 서일본 여객철도 와카야마선
  - (← 니시카세다역) - 나테역 - 고카와역 - 기이나가타역 - 우치타역 - 시모이사카역 - (이와데역 →)
- 와카야마 전철 기시가와선
  - (← 산도역(일본어판)) - 오이케유원역(일본어판) - 니시야마구치역(일본어판) -간로지마에역(일본어판) - 기시역

### 국도
- 국도 제24호선
- 국도 제424호선
- 국도 제480호선

## 인구
| 연도 | 인구   | ±%    |
| ---- | ------ | ----- |
| 1960 | 62,926 | —     |
| 1970 | 61,317 | −2.6% |
| 1980 | 62,218 | +1.5% |
| 1990 | 65,126 | +4.7% |
| 2000 | 70,067 | +7.6% |
| 2010 | 64,845 | −7.5% |